# Myhkyräsaari (ö i Norra Savolax)
Myhkyräsaari är en ö i Finland. Den ligger i sjön Suurijärvi och i kommunen Varkaus i den ekonomiska regionen  Varkaus ekonomiska region  och landskapet Norra Savolax, i den sydöstra delen av landet, 300 km nordost om huvudstaden Helsingfors. Öns area är 0,4 hektar och dess största längd är 100 meter i öst-västlig riktning.